# Adella Prentiss Hughes
Adella Prentiss Hughes (Cleveland, 29 de novembro de 1869 – Cleveland, 23 de agosto de 1950) foi uma pianista e empresária norte-americana. Hughes atuava principalmente em Cleveland, Ohio, sendo mais conhecida por ter fundado a Orquestra de Cleveland.

## Primeiros anos
Nascida em Cleveland, era a terceira filha de Loren Prentiss e Ellen Rebecca Rouse.
Em 1886, concluiu seus estudos na Miss Fisher's School for Girls. Em seguida, estudou no Vassar College, onde licenciou-se em música em 1890. 
Hughes estava interessada em dar aulas e considerou tentar obter um PhD. Ellen temia que o excesso de ensino faria de Hughes uma bluestocking, e então ela insistiu que a filha viajasse para a Europa em vez de prosseguir com seus estudos.

## Carreira
Ao voltar para Cleveland, no início da década de 1890, Hughes tocou piano como solista e acompanhante, e organizou shows. Após a falência de uma orquestra sinfônica em Cleveland, Hughes organizou uma série de concertos em 1901. A série começou com um concerto pela Orquestra Sinfônica de Pittsburgh. Logo depois, converteu-se em uma das principais empresárias do ramo de espetáculos em Cleveland.
O sucesso financeiro de Hughes veio de sua decisão de ter investidores individuais em cada concerto e receber o reembolso de seus lucros. Em 1915, Hughes criou a Associação de Artes Musicais e, três anos mais tarde, formou a Orquestra de Cleveland e foi a sua primeira diretora-geral. Nesse mesmo ano, convidou Nikolai Sokoloff para juntar-se à Associação de Artes Musicais e liderar a Orquestra de Cleveland.
Sob sua liderança, a Orquestra de Cleveland ganhou destaque nacional, fazendo turnês pelo país e gravando as suas performances. Victor Herbert, o condutor da Orquestra Sinfônica de Pittsburgh, disse que Hughes sabia "mais sobre o negócio da música do que qualquer um" e que "preferia tê-la para... gerente do que qualquer homem no mundo."
Hughes atuou como gerente desta orquestra por quinze anos, e como administradora da Associação de Artes Musicais por trinta anos. Ela também ajudou a fundar a Cleveland Music School Settlement.

## Vida pessoal
Hughes casou-se com Felix Hughes, um cantor profissional, em 1903. O casal se divorciou em 1923.
Hughes morreu em 23 de agosto de 1950, em Cleveland, Ohio, sendo enterrada no Lake View Cemetery, de Cleveland.

### Nota
- Este artigo foi inicialmente traduzido, total ou parcialmente, do artigo da Wikipédia em inglês cujo título é «Adella Prentiss Hughes», especificamente desta versão.